# Kính viễn vọng Khảo sát VLT
Kính viễn vọng Khảo sát VLT ( VST ) là một kính thiên văn đặt tại Đài thiên văn Paranal của ESO ở    sa mạc Atacama phía bắc Chile . Nó được đặt trong một vỏ bọc ngay cạnh bốn kính viễn vọng Đơn vị Kính viễn vọng Rất Lớn (VLT) trên đỉnh Cerro Paranal . VST là một kính viễn vọng khảo sát trường rộng với trường nhìn rộng gấp đôi so với Mặt trăng tròn. Đây là kính viễn vọng lớn nhất trên thế giới được thiết kế để khảo sát riêng bầu trời dưới ánh sáng khả kiến.